# Holopterina longipalpis
Holopterina longipalpis är en tvåvingeart som beskrevs av Borgmeier 1928. Holopterina longipalpis ingår i släktet Holopterina och familjen puckelflugor. Inga underarter finns listade i Catalogue of Life.